# كهف يونغ تشون
كهف يونغ تشون (هانغل: 제주 용천동굴) هو كهف موجود في جزيرة جيجو عبارة عن كهف من الحمم البركانية. تم تحديده كنصب تذكاري طبيعي لكوريا الجنوبية في 7 فبراير 2006.